# Martin Brugger (Fusionmusiker)
Martin Brugger (* um 1990) ist ein deutscher Fusionmusiker (Bass, Gitarre, Keyboards) und Musikproduzent; im Bereich der elektronischen Musik ist er als Occupanther bekannt.

## Wirken
Brugger spielte als Schüler Gitarre in der Münchner Alternative-Rock-Band Mary Jane und E-Bass in der Indie-Band This Is the Arrival, mit der er nach dem gleichnamigen Debüt 2012 das Album A Million Kicks veröffentlichte. Mit Occupanther legte er 2014 das Album Chimera vor. Daneben unterhält er ein elektro-akustisches Duo mit Carlos Cipa; mit Schlagzeuger Simon Popp spielt er im Duo Abstand (Opek 2018). An der Musikhochschule München studierte er bis 2016 Jazz-Bass.
Mit seiner Fusionband Fazer war Brugger 2017 Finalist beim Europäischen Burghauser Nachwuchspreis. Bis 2022 legte er mit Fazer drei Alben vor. Für Jules Werner produzierte er 2018 das Stück Drohne. Zudem komponierte er Film- und Werbungsmusik.
2018 erhielt Brugger den BMW Welt Young Artist Jazz Award.

## Diskographische Hinweise
- Fazer Mara (Fazer 2018, mit Matthias Lindermayr, Paul Brändle, Simon Popp, Sebastian Wolfgruber)[4]
- Abstand: Opek (Fazer 2018, mit Simon Popp)
- Fazer: Nadi (2019)
- Runden: Runden (Squama 2020, mit Carlos Cipa, Simon Popp)
- Fazer: Plex (City Slang 2022, mit Matthias Lindermayr, Paul Brändle, Simon Popp, Sebastian Wolfgruber)[5]